# Can Ferrer del Puig
Can Ferrer del Puig és una antiga masia del municipi de Blanes (Selva) inclosa en l'Inventari del Patrimoni Arquitectònic de Catalunya.

## Descripció
És una antiga masia amb diverses estances per a masovers i propietaris. És un edifici de planta rectangular de dues plantes amb altres cases adossades aïllat dalt un turó sobre el riu Valldeburg. Els elements més interessants de la façana són la porta principal de mig punt i adovellada, la llinda de la finestra superior amb la data i el rellotge de sol. L'antiga masia està formada per dos cossos d'edificis i només un d'ells està actualment habitat. La resta està més o menys enrunat, encara que conserva els teulats. Es van dur a terme unes reformes les data de les quals van ser recollides en la llinda de la finestra indicant “1796”.